# Joegoslavië op de Olympische Zomerspelen 1928

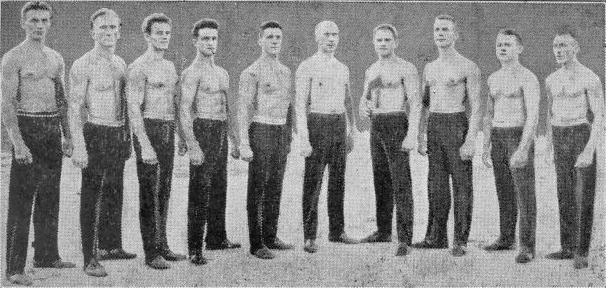
Joegoslavische turnploeg op de Olympische Zomerspelen van 1928

Atleten uit het Koninkrijk Joegoslavië, destijds het "Koninkrijk der Serviërs, Kroaten en Slovenen", namen deel aan de Olympische Zomerspelen 1928 in Amsterdam, Nederland.

## Medailleoverzicht
| Sport  | Olympiër | Onderdeel                | Medaille |
| ------ | --- | ------------------------ | -------- |
| Turnen | Leon Štukelj | ringen (m)               | Goud     |
| Turnen | Josip Primožič | brug (m)                 | Zilver   |
| Turnen | Leon Štukelj | individuele meerkamp (m) | Brons    |
| Turnen | Stane Derganc | paardensprong (m)        | Brons    |
| Turnen | Eduard Antonijevič Dragutin Cioti Stane Derganc Boris Gregorka Anton Malej Ivan Porenta Josip Primožič Leon Štukelj | meerkamp team (m)        | Brons    |

## Deelnemers en resultaten
(m) = mannen, (v) = vrouwen 

### Atletiek
| Olympiër             | Discipline      | Resultaat | Prestatie                      |
| -------------------- | --------------- | --------- | ------------------------------ |
| Luka Predanić        | 1500m (m)       | series    | serie 3: 6de in 4.27,0         |
| Dimitrije Stefanović | marathon (m)    | 53e       | 3:11.35                        |
| Vilim Messner        | speerwerpen (m) | 23e       | kwalificatie: 23ste met 53,70m |
| Branko Kallay        | tienkamp (m)    | 24e       | 4487 punten                    |

### Schermen
| Olympiër        | Discipline | Resultaat | Prestatie                                   |
| --------------- | ---------- | --------- | ------------------------------------------- |
| Ðuro Freund     | floret (m) | 50e       | 1ste ronde groep F: 6de met 0 overwinningen |
| Franjo Fröhlich | sabel (m)  | 25e       | 1ste ronde groep B: 5de met 2 overwinningen |

### Turnen
| Olympiër | Discipline               | Resultaat | Prestatie       |
| --- | ------------------------ | --------- | --------------- |
| Edvard Antonijevič                                                                                                  | sprong (m)               | 21e       | 27,000 punten   |
| Dragutin Cioti | sprong (m)               | 41e       | 25,500 punten   |
| Stane Derganc | sprong (m)               | Brons     | 28,375 punten   |
| Boris Gregorka | sprong (m)               | 37e       | 25,750 punten   |
| Anton Malej | sprong (m)               | 30e       | 26,375 punten   |
| Janez Porenta | sprong (m)               | 7e        | 27,75 punten    |
| Josip Primožič | sprong (m)               | 4e        | 28,25 punten    |
| Leon Štukelj | sprong (m)               | 28e       | 26,625 punten   |
| Edvard Antonijevič                                                                                                  | ringen (m)               | 11e       | 54,00 punten    |
| Dragutin Cioti | ringen (m)               | 37e       | 49,25 punten    |
| Stane Derganc | ringen (m)               | 39e       | 49,00 punten    |
| Boris Gregorka | ringen (m)               | 37e       | 49,25 punten    |
| Anton Malej | ringen (m)               | 15e       | 52,75 punten    |
| Janez Porenta | ringen (m)               | 13e       | 53,25 punten    |
| Josip Primožič | ringen (m)               | 18e       | 52,50 punten    |
| Leon Štukelj | ringen (m)               | Goud      | 57,75 punten    |
| Edvard Antonijevič                                                                                                  | paardensprong (m)        | 36e       | 48,50 punten    |
| Dragutin Cioti | paardensprong (m)        | 51e       | 44,75 punten    |
| Stane Derganc | paardensprong (m)        | 34e       | 48,75 punten    |
| Boris Gregorka | paardensprong (m)        | 41e       | 47,75 punten    |
| Anton Malej | paardensprong (m)        | 15e       | 52,50 punten    |
| Janez Porenta | paardensprong (m)        | 21e       | 51,25 punten    |
| Josip Primožič | paardensprong (m)        | 18e       | 51,75 punten    |
| Leon Štukelj | paardensprong (m)        | 12e       | 53,25 punten    |
| Edvard Antonijevič                                                                                                  | brug (m)                 | 38e       | 47,50 punten    |
| Dragutin Cioti | brug (m)                 | 47e       | 44,75 punten    |
| Stane Derganc | brug (m)                 | 44e       | 46,25 punten    |
| Boris Gregorka | brug (m)                 | 34e       | 48,50 punten    |
| Anton Malej | brug (m)                 | 19e       | 51,25 punten    |
| Janez Porenta | brug (m)                 | 25e       | 50,25 punten    |
| Josip Primožič | brug (m)                 | Zilver    | 55,50 punten    |
| Leon Štukelj | brug (m)                 | 7e        | 53,50 punten    |
| Edvard Antonijevič                                                                                                  | rekstok (m)              | 36e       | 51,000 punten   |
| Dragutin Cioti | rekstok (m)              | 52e       | 45,75 punten    |
| Stane Derganc | rekstok (m)              | 74e       | 39,50 punten    |
| Boris Gregorka | rekstok (m)              | 38e       | 49,75 punten    |
| Anton Malej | rekstok (m)              | 51e       | 46,00 punten    |
| Janez Porenta | rekstok (m)              | 76e       | 37,75 punten    |
| Josip Primožič | rekstok (m)              | 6e        | 56,000 punten   |
| Leon Štukelj | rekstok (m)              | 21e       | 53,75 punten    |
| Edvard Antonijevič                                                                                                  | individuele meerkamp (m) | 26e       | 228,000 punten  |
| Dragutin Cioti | individuele meerkamp (m) | 45e       | 210,000 punten  |
| Stane Derganc | individuele meerkamp (m) | 43e       | 211,875 punten  |
| Boris Gregorka | individuele meerkamp (m) | 33e       | 221,000 punten  |
| Anton Malej | individuele meerkamp (m) | 25e       | 228,875 punten  |
| Janez Porenta | individuele meerkamp (m) | 34e       | 220,250 punten  |
| Josip Primožič | individuele meerkamp (m) | 5e        | 244,000 punten  |
| Leon Štukelj | individuele meerkamp (m) | Brons     | 244,875 punten  |
| Eduard Antonijevič Dragutin Cioti Stane Derganc Boris Gregorka Anton Malej Ivan Porenta Josip Primožič Leon Štukelj | meerkamp team (m)        | Brons     | 1648,750 punten |

### Voetbal
| Olympiër | Discipline | Resultaat | Prestatie                                       |
| --- | ---------- | --------- | ----------------------------------------------- |
| Danko Premerl Franjo Giler Geza Šifliš Ljubiša Ðorđević Kuzman Sotirović Ivica Bek Mikica Arsenijević Milutin Ivković Mirko Bonačić Slavin Cindrić Mića Mitrović | mannen     | 9e        | voorronde: vrij 1ste ronde: V van Portugal: 1-2 |

### Wielersport
| Olympiër                                            | Discipline            | Resultaat | Prestatie |
| --------------------------------------------------- | --------------------- | --------- | --------- |
| Antun Banek                                         | wegwedstrijd (m)      | 60e       | 5:55.27   |
| Stjepan Ljubić                                      | wegwedstrijd (m)      | 48e       | 5:37.02   |
| Josip Škrabl                                        | wegwedstrijd (m)      | 53e       | 5:46.14   |
| Josip Šolar                                         | wegwedstrijd (m)      | 37e       | 5:25.37   |
| Antun Banek Stjepan Ljubić Josip Škrabl Josip Šolar | wegwedstrijd team (m) | 12e       | 16:48.53  |

### Worstelen
| Olympiër               | Discipline     | Resultaat      | Prestatie                                                                                  |
| Grieks-Romeins         | Grieks-Romeins | Grieks-Romeins | Grieks-Romeins                                                                             |
| ---------------------- | -------------- | -------------- | ------------------------------------------------------------------------------------------ |
| Ðula Sabo              | -58kg (m)      | 9e             | 1ste ronde: V van NOR Martinsen 2de ronde: W van POL Ganzera 3de ronde: V van SWE Lindelöf |
| Iso Milovančev         | -62kg (m)      | 20e            | 1ste ronde: V van TUR Arıkan                                                               |
| Miroslav Metzner-Fritz | -67,5kg (m)    | 18e            | 1ste ronde: V van NED Massop                                                               |
| Franjo Palković        | -75kg (m)      | 9e             | 1ste ronde: W van NED Balkema 2de ronde: V van ITA Bonassim 3de ronde: V van EST Kusnets   |
| Bela Juhasz            | -82,5kg (m)    | 14e            | 1ste ronde: V van Tsjecho-Slowakije Vávra 2de ronde: V van LAT Pētersons                   |

Argentinië · Australië · België · Brits-Indië · Bulgarije · Canada · Chili · Cuba · Denemarken · Duitsland · Egypte · Estland · Filipijnen · Finland · Frankrijk · Griekenland · Groot-Brittannië · Haïti · Hongarije · Ierland · Italië · Japan · Joegoslavië · Letland · Litouwen · Luxemburg · Malta · Mexico · Monaco · Nederland · Nieuw-Zeeland · Noorwegen · Oostenrijk · Panama · Polen · Portugal · Roemenië · Spanje · Tsjecho-Slowakije · Turkije · Uruguay · Verenigde Staten · Zuid-Afrika · Zuid-Rhodesië · Zweden · Zwitserland